# دينيس ماكاروف
دينيس ماكاروف (مواليد 18 فبراير 1998) هو لاعب كرة قدم روسي يلعب في مركز الوسط في نادي روبين كازان.

## روابط خارجية
- دينيس ماكاروف على موقع الاتحاد الأوربي (الإنجليزية)
- دينيس ماكاروف على موقع قاعدة بيانات كرة القدم.إي يو (الإنجليزية)
- دينيس ماكاروف على موقع Soccerway.com (الإنجليزية)
- دينيس ماكاروف على موقع عالم كرة القدم.نت (الإنجليزية)